# Marc Tully
Marc Tully  (* 30. Dezember 1966 in Berlin) ist ein deutscher Jurist. Er ist seit November 2020 Präsident des Hanseatischen Oberlandesgerichtes. Er übt damit die Dienstaufsicht über die Gerichte der Ordentlichen Gerichtsbarkeit in der Freien und Hansestadt Hamburg aus.

## Werdegang
Tully absolvierte nach dem Abitur zunächst eine kaufmännische Ausbildung. Das Studium der Rechtswissenschaften in Berlin, Freiburg und Würzburg beendete er 1993 mit dem Ersten Juristischen Staatsexamen. Nach dem Referendariat legte er in Hamburg das Zweite Staatsexamen ab. 2000 wurde er mit einer Dissertation zu einem strafrechtlichen Thema promoviert.
1998 trat Tully in den Justizdienst Hamburgs ein. Von 2003 bis 2006 war er an den Bundesgerichtshof abgeordnet, wo er als wissenschaftlicher Mitarbeiter tätig war. Anschließend war er Vorsitzender einer Großen Wirtschaftsstrafkammer und der Richterdienstkammer beim Landgericht Hamburg. 2014 übernahm Tully den Vorsitz eines Strafsenats beim Hanseatischen Oberlandesgericht. 2018 wurde er als Nachfolger Sibylle Umlaufs zum Präsidenten des Landgerichts Hamburg gewählt. Im November 2020 wählte der Richterwahlausschuss Tully schließlich zum Präsidenten des Hanseatischen OLG. Hier trat er die Nachfolge von Erika Andreß an. Am 17. Dezember 2020 erfolgt seine Ernennung durch die Justizsenatorin Anna Gallina.
Als OLG-Präsident ist Tully zugleich Präsident des Gemeinsamen Prüfungsamtes der Länder Freie Hansestadt Bremen, Freie und Hansestadt Hamburg und Schleswig-Holstein und Leiter des Justizprüfungsamtes der Freien und Hansestadt Hamburg.
Tully war von 2010 bis 2018 Vorsitzender des Hamburgischen Richtervereins und zeitweise Mitglied im Richterwahlausschuss.

## Weblink
- DNB 122151461 – Katalogeintrag der Deutschen Nationalbibliothek